# 卡萨莱托切雷达诺
卡萨莱托切雷达诺（義大利語：Casaletto Ceredano），是意大利克雷莫纳省的一个市镇。总面积6平方公里，人口1165人，人口密度194.2人/平方公里（2009年）。国家统计（ISTAT）代码为019018。